# کدونگالور
کدونگالور (به انگلیسی: Kodungallur) یک منطقهٔ مسکونی در هند است که در Thrissur district واقع شده‌است. کدونگالور ۴۰٫۶۲ کیلومتر مربع مساحت و ۹۴٬۸۸۳ نفر جمعیت دارد و ۹ متر بالاتر از سطح دریا واقع شده‌است.